# Алёхин, Василий Васильевич
Васи́лий Васи́льевич Алёхин (17 [29] января 1882, Курск — 3 апреля 1946, Москва) — советский геоботаник-фитоценолог, степевед, флорист и педагог. Основатель московской геоботанической школы, организатор и заведующий кафедрой геоботаники МГУ.

## Биографические сведения
Родился 17 (29) января 1882 года в Курске в состоятельной купеческой семье.
Среднее образование получил в Курской гимназии, окончив её с золотой медалью.
В 1901 году поступил на естественное отделение физико-математического факультета Московского университета. По окончании университета в 1907 году был оставлен при кафедре ботаники профессора М. И. Голенкина для подготовки к профессорскому званию.
В 1914 году сдал магистерские экзамены и стал приват-доцентом университета.
В 1918 году утверждён профессором Московского университета. В 1935 году получил учёную степень доктора биологических наук (по совокупности научных трудов, без защиты докторской диссертации).
В 1923 году В. В. Алёхин организовал в Московском университете кафедру геоботаники и возглавил её, оставаясь в этой должности до конца жизни.
Помимо Московского университета, В. В. Алёхин вёл педагогическую работу и в других московских высших учебных заведениях: на Московских высших женских курсах (1908—1918), в Горной академии (1920—1925), на курсах по луговодству при Тимирязевской сельскохозяйственной академии (1923—1924), в Геодезическом институте (1930—1932).
Алёхин исследовал степную и луговую растительность. Он является автором более 100 печатных работ по фитоценологии и степеведению, методикам ботанических исследований и составлению геоботанических карт.
Скончался В. В. Алёхин 3 апреля 1946 года в Москве, похоронен на Новодевичьем кладбище.

## Вклад в науку
Алёхин читал в университете курсы «Фитоценология», «Экология», «Ботаническая география СССР», «Морфология растений», «Методика геоботанических исследований».
Работы Алёхина и его учеников по теории, структуре, экологии и классификации фитоценозов, а также истории русской фитоценологии отличаются от работ других фитоценологов некоторыми установками и методическими приёмами, выраженными Алёхиным в работах по теоретической фитоценологии «Что такое растительное сообщество» (1924), «Фитосоциология и её последние успехи у нас и на западе» (1925); «Проблема фитоценоза и некоторые новые фактические данные» (1935), «Основные понятия и основные единицы в фитоценологии» (1935), что позволяет говорить об «алёхинской» Московской фитоценологической школе. В работах по методике фитоценологических исследований Алёхин изложил приёмы исследований всех основных типов растительности — леса, степи, луга, болота.
Много сил Алёхин приложил к изучению степей России, вопросам их классификации и районирования. Объектами его интересов было естественное и искусственное возобновление степных травостоев. Исследованиям степей посвящены такие его работы, как «Очерк растительности и её последовательной смены в Стрелецкой степи под Курском» (1909), «Русские степи и методы исследования их растительного покрова» (1931), «Центрально-Чернозёмные степи» (1934). Алёхин так же глубоко исследовал луга («Наши поемные луга» (1925), «Луга и методы их исследования» (1927)).
Алёхин руководил геоботаническими экспедициями в Тамбовской губернии (1913—1915), в Курской (1919), Московской (1925—1931), Горьковской (1925—1929), Калининской (1936) областях, в Туркмении (1942). В этих и других экспедициях собрано около 4000 гербарных образцов (большая часть коллекций находится в МГУ). На основе геоботанического изучения и картирования этих территорий Алёхин детально разработал идею экстразональности в распределении растительности СССР и захождения одних растительных зон в другие по соответствующим элементам рельефа («правило предварения»), углубил понимание природы Русской равнины как закономерной зональной системы.
В. В. Алёхин написал ряд учебников и руководств для высших учебных заведений, среди них «Растительность СССР в основных законах», «Экология, фитоценология и фитогеография» (в коллективном учебнике «Курс ботаники», выдержавшем четыре издания), «География растений» (два издания).
Несколько статей Алёхин посвятил изучению рода Манжетка (Alchemilla).

### Научные труды
- Очерк растительности и её последовательной смены на участке «Стрелецкая степь» под Курском. — Тр. С.-Петербургского о-ва естествоиспытателей. — 1909. — Т. 40. Вып. 1, ч. 4, отд. ботаники. — 112 с.
- Казацкая степь Курского уезда в связи с окружающей растительностью // Тр. С.-Петербургского об-ва естествоиспытателей. — 1910. — Т. 41. — Вып. 3. — С. 271—317.
- Типы русских степей // Изв. бот. сада Петра Великого. — 1915. Т. 15. № 3-4. — С. 405—432.
- Что такое растительное сообщество? Растительное сообщество, как выражение социальной жизни растений. — М.: Изд. М. и С. Собашниковых, 1924. — 76 с.. (Изд. 2-е, М., 1928, 84 с.)
- Фитосоциология (учение о растительных сообществах) и её последние успехи у нас и на Западе // Методика геоботанических исследований : Сб. ст. — Л.—М.: Пучнина, 1925. — С. 7—75.
- Современное состояние вопроса о классификации русских степей// Дневник Всес. съезда ботаников в Москве в январе 1926 г. — М., 1926.
- Луга и методы их исследования // Бюлл. Моск. об-ва испытателей природы, нов. серия, отд. биологии. — 1927. — Т. 36, вып. 1—2. — С. 25—67.
- Карта растительности европейской части СССР. М. 1: 7 000 000 // Атлас промышленности СССР — Л., 1930. Т. 5. — 1 л.
- Карта растительности азиатской части СССР. М. 1: 16 000 000 // Атлас промышленности СССР — Л., 1930. Т. 5. — 1 л.
- Русские степи и методы исследования их растительного покрова // Бюлл. Моск. об-ва испытателей природы, нов. серия, отд. биологии. — 1931. — Т. 40, вып. 3—4. — С. 285—374.
- Центрально-чернозёмные степи. — Воронеж: Коммуна, 1934. — 96 с.
- Алёхин В. В. и др. Основные понятия и основные единицы фитоценологии // Сов. ботаника. — 1935. — № 5. — С. 21—34.
- Проблема фитоценоза и некоторые новые фактические данные // Уч. зап. Моск. ун-та. — 1935. — Вып. 4 (Сб. тр. Научно—иссл. ин—та ботаники, 1). — С. 143—179.
- Экология, фитоценология и фитогеография // Курс ботаники, под ред. проф. Л. И. Кирсанова и М. И. Голенкина. — М.: Учпедгиз, 1935. — С. 497—564.
- География растений: Учеб. пособие для педвузов. — М.: Учпедгиз, 1938. — 328 с.
- Экология, фитоценология и фитогеография // Курс ботаники, под ред. проф. Л. И. Кирсанова и М. И. Голенкина, изд. 4-е. — М.: Учпедгиз, 1940. — С. 257—357.
- Флора Центрально-чернозёмного заповедника // Тр. Центр.-Чернозёмн. заповедника. — 1940. — Т. I. — С. 8—144.
- Инструкция по геоботаническим исследованиям в заповедниках // Науч.-метод. зап. Главн. упр-ния по заповедникам. — 1941. — Т. VIII. — С. 241—246.
- География растений. (Основы фитогеографии, экологии и фитоценологии). — 2-е изд. — М.: Сов. наука, 1944. — 455 с.
- Степная растительность в бассейнах рек Скниги и Безпуты. (На северо-западе Тульской области) // Бот. журн. СССР. — 1944. — Т. XXIX, вып. 5. — С. 151—160.
- Лесная растительность в бассейне р. Скниги и в верховьях р. Безпуты // Бюлл. МОИП, отд. биол. — 1945. — Т. L, вып. 5—6. — С. 100—111.
- История русской фитоценологии и её особенности // Учён. зап. МГУ. — 1946. — Т. II, вып. 103, кн. 1. — С. 85—95.
- Растительность и геоботанические районы Московской и сопредельных областей / под ред. В. Н. Сукачёва. — М.: Изд. МОИП, 1947. — 70 с.
- География растений: Учеб. пособие для педвузов. — 3-е изд. — М.: Учпедгиз, 1950. — 420 с.
- Растительность СССР в основных зонах: Учеб. пособие для ун-тов и педвузов. — 2-е изд. — М.: Сов. наука, 1951. — 512 с.
- Теоретические проблемы фитоценологии и степеведения. — М.: Изд-во Моск. ун-та, 1986. — 213 с.

## Память о В. В. Алёхине
- Имя Алёхина присвоено Центрально-Чернозёмному степному заповеднику в Курской области, где он с учениками вёл детальные стационарные фитоценологические исследования.
- В Музее землеведения МГУ (на 25 этаже Главного здания) установлен бюст В. В. Алёхина[6].
- В честь В. В. Алёхина названы банка и мыс на острове Кунашир (Охотское море, Курильские острова)[7].